# ألان سانبورن
ألان سانبورن هو سياسي أمريكي، ولد في 21 يوليو 1957. نشط حزبياً في الحزب الجمهوري. وقد انتخب عضو مجلس ولاية ميشيغان ‏ وانتخب عضو مجلس نواب ميشيغان ‏.